# Mispila picta
Mispila picta är en skalbaggsart som beskrevs av Stefan von Breuning 1939. Mispila picta ingår i släktet Mispila och familjen långhorningar. Inga underarter finns listade i Catalogue of Life.